# Агластергаузен
Агластергаузен (нім. Aglasterhausen) — громада в Німеччині, знаходиться в землі Баден-Вюртемберг. Підпорядковується адміністративному округу Карлсруе. Входить до складу району Неккар-Оденвальд.
Площа — 22,85 км2. Населення становить 4814 ос. (станом на 31 грудня 2020).